# David Cross (Musiker)

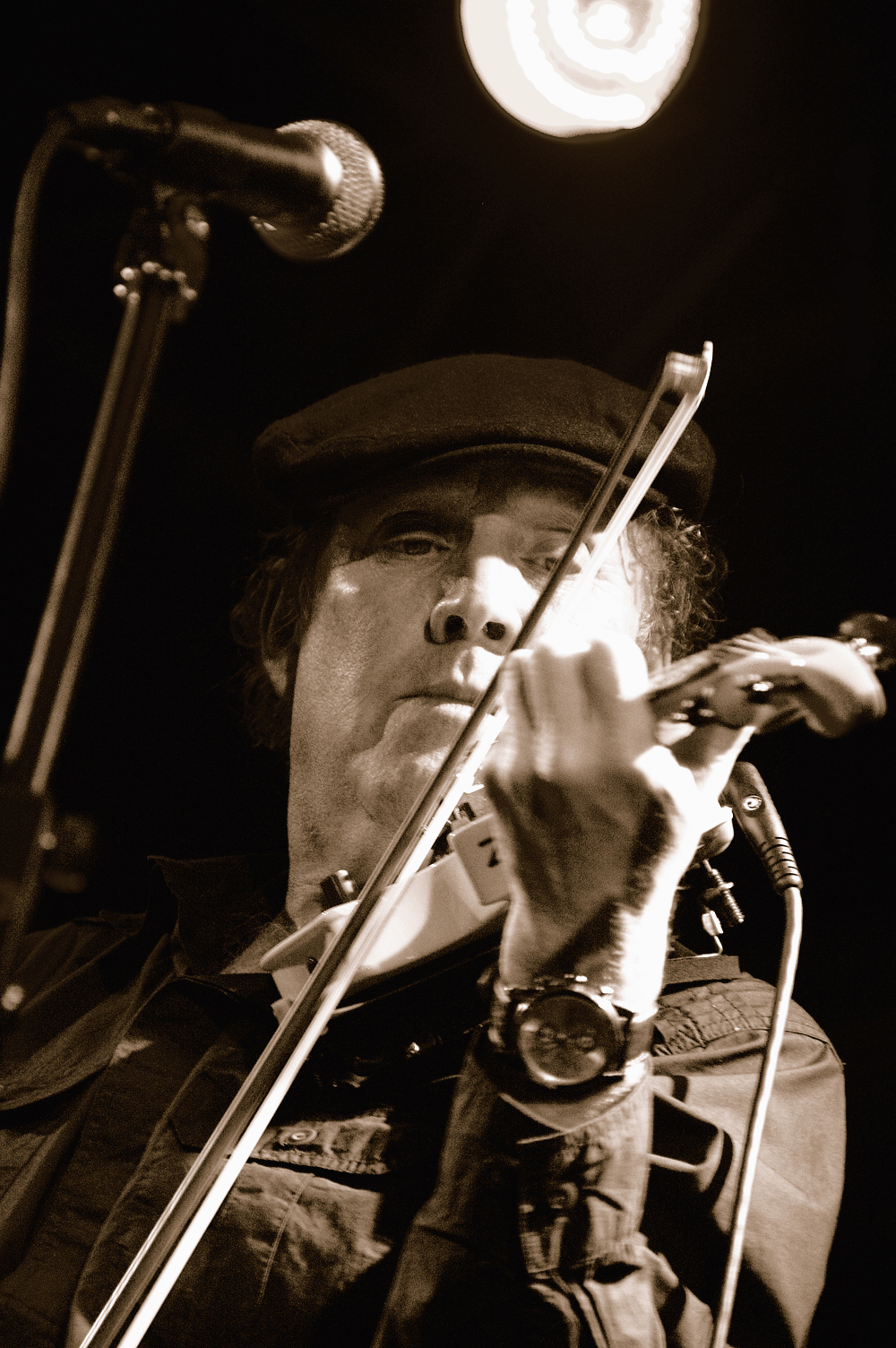
David Cross (2010)

David Cross (* 23. April 1949 in Turnchapel bei Plymouth, England) ist ein englischer Musiker und Musikproduzent. Am bekanntesten ist er als Violinist für seine Mitwirkung bei der Progressive-Rock-Band King Crimson zwischen 1972 und 1975 (auf den Alben Larks’ Tongues in Aspic, Starless and Bible Black, Red und USA). Er spielt auch Viola, Mellotron und E-Piano.

## Biografie

### Frühe Jahre
Sein Vater war Kirchen- und Kino-Organist und spielte Piano in Tanzkapellen. David Cross begann im Alter von neun Jahren Violine zu lernen. Sein erstes Instrument bekam er für 1£ aus dem Trödelladen. Im Gymnasium belegte er die Leistungskurse Latein, Griechisch und Antike Geschichte. Zu dieser Zeit begann er mit der Improvisation. Er machte einen Abschluss in „Music and Drama“, war Leiter des College Orchesters und gründete eine Folk-Rock Band.

### Musikalische Karriere
Ab etwa 1970 begann er in diversen Folk- und Rockformationen quer durch Großbritannien und als Sessionmusiker zu arbeiten. 1972 stieß er zu King Crimson, mit denen er vier Alben aufnahm sowie ausgedehnte Tourneen durch Europa, Kanada und die USA absolvierte.
1975 nahm er mit Clearlight das Album Forever Blowing Bubbles für Virgin Records auf. Er arbeitete jetzt als Komponist, Produzent, Musikalischer Leiter und Schauspieler. Er gründete die Rock-Improvisations-Band Ascend, mit der er in Großbritannien und auf dem Nancy Jazz Festival spielte. Im Bereich Theater arbeitete er für das Royal Court Theatre, Royal Court Upstairs, Bush Theatre, Wyndham’s Theatre und Arts Meeting Place.
Ende der 1970er Jahre wirkte Cross in Dublin. Er veranstaltete Sessions, Konzerte und gründete eine 12-köpfige Band. Er arbeitete als Freier Mitarbeiter für das Players Theatre Dublin, Trinity College Dublin, Project Arts Centre Dublin. Er initiierte Improvisations-Workshops am Project Arts Centre, die auf RTÉ Television gesendet wurden. Danach arbeitete für BBC, Music Box, ICA Theatre, Bristol Old Vic Theatre Company und leitete Produktionen für das Theatre Royal Bristol, Festival Theatre Buxton, Assembly Rooms Edinburgh und Arnolfini Arts Centre Bristol.
Auch in den 1980er Jahren war Cross sehr aktiv als Musiker, Komponist, Produzent, Musikalischer Leiter und Theaterregisseur. Er trat mit diversen Jazzgruppen auf und mit eigener Rockband (Konzerte in UK und auf dem Le Mans Jazz Festival). Mit dem Album Sightseeing (1988) starteten die Aufnahmen mit seiner Band Radius. Er begann vermehrt, Solo-Alben aufzunehmen, an denen immer wieder alte Mitstreiter aus dem King-Crimson-Umfeld beteiligt waren (Robert Fripp, John Wetton, Peter Sinfield, Richard Palmer-James und Peter Hammill), so auf seinem Debütalbum Memos from Purgatory (1989).
In den 1990er Jahren produzierte Cross verschiedene Tanz- und Theateraufführungen. 1993 bis 1995 erlangte er seinen Master of Arts in „Performing Arts“ (interdisciplinary performances, papers on structure in post-modern art music, the hermeneutics of rock journalism). King Crimson veröffentlichte etliche Liveaufnahmen, an denen er beteiligt war (Frame by Frame, 1992, The Great Deceiver, 1994, The Night Watch, 1997, The Beat Club Bremen 1972, 1999 u. a.). Er legte die Solo-Alben The Big Picture (1992) und Exiles (1998) vor und gründete 1999 sein eigenes Label Noisy Records. Außerdem nahm er mit Danielle Dax, Darling Buds, Jade Warrior, Dean Carter und Joe Hisaishi auf.
2000 erschien Civilizations, das fünfte Album von Radius auf Noisy Records. Cross nahm an interdisziplinären Performances mit Verity Blackman (Tanz) und Maurizio Pio Rocchi (Malerei) teil. Seit 2001 ist er Lehrstuhlinhaber für Musiklehre an der London Metropolitan University. 2004–2005 gab er Solo-Violin-Konzerte, u. a. in London, Tokyo, Osaka und Athen. 2005 veröffentlichte er in Zusammenarbeit mit Mick Paul und Richard Palmer-James das Album Closer Than Skin. 2006 nahm er mit der japanischen Sängerin und Pianistin Naomi Maki das Album Unbounded auf. Weiterhin arbeitete er mit Haruhiko Tsuda, Korekyojin und Shuichi Chino in Japan und Chris Stassinopoulos in Griechenland. 2012 arbeitete er mit Nektar an ihrem Album A Spoonful Of Time.

## Diskografie

### Solo
- Memos from Purgatory (1989)
- The Big Picture (1992)
- Testing to Destruction (1994)
- Exiles (1998)
- Closer Than Skin (2005)

### Mit King Crimson
- Larks’ Tongues in Aspic (1973)
- Starless and Bible Black (1974)
- Red (1974)
- USA (1975)
- Frame by Frame (1992)
- The Great Deceiver (1994)
- The Night Watch (1997)
- The Beat Club Bremen 1972 (1999)
- Cirkus: The Young Person's Guide to King Crimson – Live (1999)
- Collectors' King Crimson, Vol. 1 [Pony Canyon] (1999)
- Live in Central Park, NYC '74 (2000)
- A Beginners' Guide to the King Crimson Collectors' Club (2000)
- Live in Mainz 1974 (2001)
- Collectors' King Crimson, Vol. 4 (2001)
- Collectors' King Crimson, Vol. 7 (2003)
- Collectors' King Crimson, Vol. 8 (2004)
- Live in Heidelberg, 1974 (2005)
- The Collectable King Crimson, Vol. 1 (2006)
- The Collectors' King Crimson, Vol. 10 (2006)
- The Condensed 21st Century Guide to King Crimson: 1969-2003 (2006)
- Live in Kassel 1974 (2007)
- Collector's Box, Vol. 3: 1972-1974 (2007)
- 40th Anniversary Tour Box (2009)

### David Cross Band
- Alive in the Underworld (2008)
- Sign of the Crow (2016)
- Ice Blue, Silver Sky (2023)

### Mit Electric Chamber Music
- Navigator (mit Naomi Maki) (2005)
- Unbounded (mit Naomi Maki) (2006)
- English Sun (mit Andrew Keeling) (2009)

### Mit Radius
- Sightseeing (1988)
- Elevation (1989)
- Arc Measuring (1990)
- There Is No Peace (1994)
- Severe Test: System Collusion (1995)
- Civilizations (2000)
- Arc Messuring (2007)

### Kollaborationen
- Clearlight: Forever Blowing Bubbles (1975)
- The Butterfly Ball (With Rod Edwards and Roger Hand) (1975)
- Paul Egan: Island of Dreams (1978)
- United Dairies: An Afflicted Man's Musica Box (1981)
- Shock Headed Peters: Life Extinguisher (1986)
- Low Flying Aircraft: Low Flying Aircraft (1988)
- Danielle Dax: "Blast the Human Flower" (1990)
- Dossier: Dossiers (1990)
- Darling Buds: Crawdaddy (1990)
- Jade Warrior: Distant Echoes (1993)
- Rime of the Ancient Sampler: A Mellotron Compilation (1993)
- Joe Hisaishi: Chijyoh no Rakuen (1994)
- Psychomuzak: Send (1997)
- Schizoid Dimension: King Crimson Tribute (1997)
- Mit Andrew Keeling: English Sun (2009)
- Nektar: A Spoonful Of Time (2012)
- Who Are You: An All-Star Tribute To The Who (2012)
- Robert Fripp: Starless Starlight (2015)
- Mit David Jackson: Another Day (2018)
- Mit Peter Banks: Crossover (2020)
- Mit Andrew Keeling: October Is Marigold (2022)